# نان زنجبیلی
نان زنجبیلی، کیک زنجبیلی یا بیسکویت زنجبیلی (به انگلیسی: Gingerbread)، یکی از گونه شیرینی، بیسکویت و کیک است. منشأ آن کشور انگلستان بوده است. زنجبیل از جمله موادی است که بر بیماری تیفوس مؤثر است. بنا بر یک فرضیه در قرن شانزدهم و هنگام شیوع بیماری تیفوس در انگلستان، هنری هشتم پادشاه وقت، مردم را تشویق به خوردن زنجبیل کرد که منجر به به وجود آمدن این نوع شیرینی شد.

## کیک زنجبیلی
کیک زنجبیلی یکی از گونه کیک پوند به‌شمار می‌رود. به علت اینکه در تهیهٔ آن از عسل تیره استفاده می‌شود به رنگ قهوه‌ای تیره درآمده و این رنگ از ویژگی‌های این کیک است.

## خانه زنجبیلی

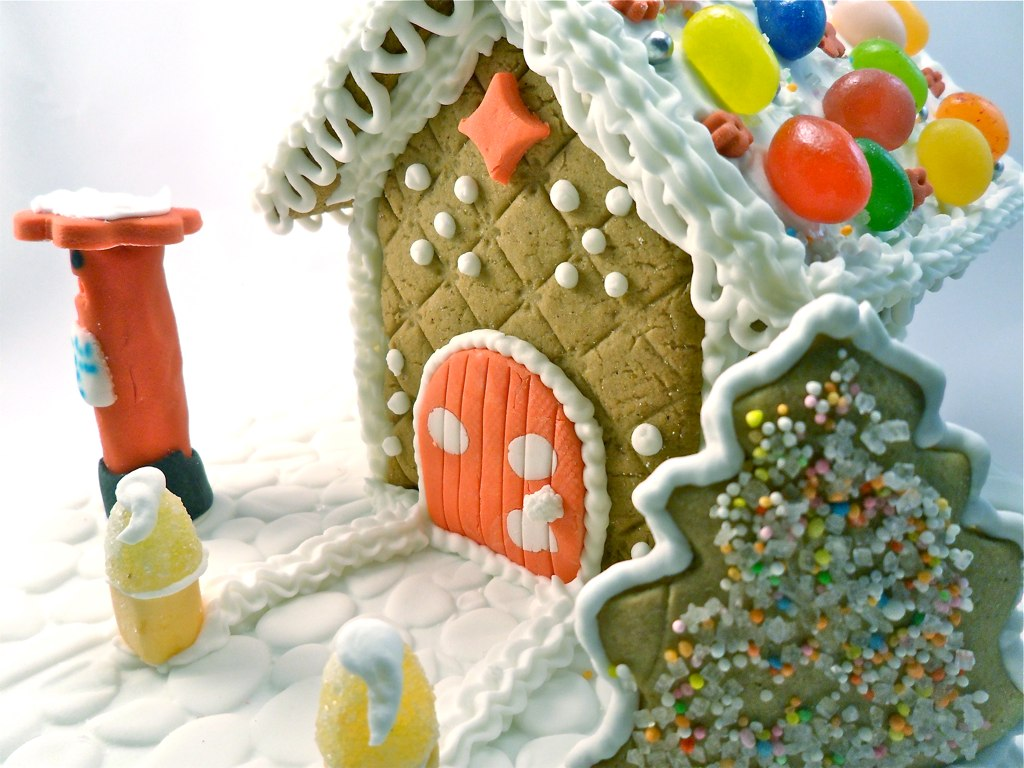
خانه زنجبیلی

خانه زنجبیلی نوعی ساخت خانه عروسکی به سبک خانهٔ هانسل و گرتل است که برای ساخت بدنهٔ خانه از نان زنجبیلی استفاده می‌شود.